# 加斯东·德龙
加斯东·德龙（法語：Gaston Dron，1924年3月19日—2008年8月23日），法国男子自行车运动员。他曾代表法国参加1948年夏季奥林匹克运动会自行车比赛，获得男子双人自行车赛铜牌。